# Alceo Galliera
Alceo Galliera (Milan, 3 mai 1910 – Brescia, 21 avril 1996) est un chef d'orchestre et compositeur italien.

## Biographie
Alceo Galliera est le fils du compositeur, organiste et professeur au Conservatoire de Parme, Arnaldo Galliera (1871–1934), lui-même fils de compositeur. Après avoir reçu ses premières leçons de son père qui dirige ses études, Alceo Galliera entre au conservatoire de Milan pour étudier le piano et la composition et en 1932, il est immédiatement engagé comme professeur d'orgue et de composition dans l'institution. Il se tourne d'abord vers l'orgue puis en 1941 vers la direction d'orchestre, faisant ses débuts à l'Académie Sainte-Cécile de Rome.
Pendant la guerre, il se réfugie en Suisse durant deux ans. Il est invité au festival de Lucerne en 1945 et c'est le départ d'une grande carrière internationale, effectuant des tournées en Europe, en Israël, en Amérique du Nord et du Sud, en Afrique du Sud et en Australie. En 1950–1951, il est le chef principal de l'orchestre symphonique de Melbourne. De 1957 à 1960, il est le premier chef de l'opéra de Gênes, puis de l'Orchestre philharmonique de Strasbourg de 1964 à 1972.
Alceo Galliera est recherché pour ses qualités d'accompagnateur et est connu pour avoir dirigé des pianistes de renom comme Dinu Lipatti et Claudio Arrau — tous deux pour le Concerto pour piano de Grieg avec l'Orchestre Philharmonia. Walter Legge, directeur artistique du label His Master's voice l'a engagé pour plusieurs enregistrements importants : une intégrale du Barbier de Séville de Rossini, avec Tito Gobbi et Maria Callas, une intégrale des concertos pour piano de Beethoven avec Claudio Arrau et le Orchestre Philharmonia, avec qui il enregistre également les Concertos pour piano de Grieg, Schumann et Tchaïkovski et le Konzertstück de Weber.
À la même époque et avec le même orchestre, il a aussi enregistré les Concertos pour deux pianos de Mozart et Bach, avec Clara Haskil Géza Anda et le Concerto pour piano no 1 de Beethoven et le Concerto pour piano no 2 de Rachmaninov avec Géza Anda, le Concerto pour violon no 2 de Prokofiev avec David Oïstrakh, le Double Concerto de Brahms avec David Oïstrakh et Pierre Fournier, les concertos pour cor et pour hautbois no 1 de Richard Strauss avec le corniste Dennis Brain et le hautboïste Léon Goossens, les concertos pour piano no 4 et 5 de Beethoven avec Walter Gieseking.
Chez Philips, il a enregistré le Concerto pour la main gauche et le Concerto en sol de Maurice Ravel avec Werner Haas, avec l'Orchestre national de Monte-Carlo.

## Œuvres
Alceo Galliera est également compositeur, puisqu'il laisse un ballet, Le Virgine savie e le Virgine folli (La Scala, 1942), des pièces pour orchestre (Poema dell’Ala et Scherzo tarantella), de la musique de chambre et des mélodies.

## Discographie
Alceo Galliera a enregistré pour EMI et Philips.
- Beethoven, Concertos pour piano nos 1 à 5 - Claudio Arrau, piano ; Orchestre Philharmonia, dir. Alceo Galliera ( « Arrau, Beethoven Edition » 5CD EMI 7 67379 2) (OCLC 36951397)
- Beethoven, Concertos pour piano nos 4 et 5 - Walter Gieseking, piano ; Orchestre Philharmonia, dir. Alceo Galliera (1955, EMI) (OCLC 28805608)
- Brahms, Double concerto, Ouverture tragique, op. 81 - David Oïstrakh, violon ; Pierre Fournier, violoncelle ; Orchestre Philharmonia, dir. Alceo Galliera (2-3 mars 1956, EMI) (OCLC 68842072)
- Chopin, Concerto pour piano no 1 - Géza Anda, piano ; Orchestre Philharmonia, dir. Alceo Galliera (1956, EMI / Testament) (OCLC 1040304994)
- Grieg, Concerto pour piano - Arturo Benedetti Michelangeli, piano ; Orchestre du La Scalla, dir. Alceo Galliera (6 septembre 1942, Teldec) (OCLC 36242747)
- Grieg et Schumann, Concertos pour piano - Claudio Arrau, piano ; Orchestre Philharmonia, dir. Alceo Galliera (19-20 avril 1951/24 mai 1957, EMI/Testament) (OCLC 50796389)
- Grieg, Concerto pour piano - Dinu Lipatti, piano ; Orchestre Philharmonia, dir. Alceo Galliera (EMI)
- Mozart, Œuvres pour piano et orchestre - Ingrid Haebler, piano ; Orchestre symphonique de Londres, dir. Alceo Galliera (1968, Philips)
- Ravel, Concertos pour piano - Werner Haas, piano - Orchestre national de l'Opéra de Monte-Carlo, dir. Alceo Galliera (novembre 1968, Philips) (OCLC 39638194)

Opéras et arias
- Rossini, Barbier de Séville - Maria Callas, soprano ; Gabriella Carturan, mezzo-soprano ; Luigi Alva, Mario Carlin, ténors ; Tito Gobbi, baryton ; Fritz Ollendorff, Nicola Zaccaria, basses ; Chœurs et Orchestre Philharmonia, dir. Alceo Galliera (février 1957, EMI/Warner) (OCLC 611990413)
- Mozart, Arias - Anna Moffo, soprano ; Orchestre Philharmonia, dir. Alceo Galliera (17-19 mai 1958, EMI/Testament) (OCLC 44812937)